# Arnulf van Champagne
Arnulf van Champagne (circa 690 – 723) was hertog van Neustrië. Hij was een zoon van Drogo van Champagne en Anstrude, de dochter van Waratton.
Uit een oorkonde uit 715/716 blijkt dat Arnulf zijn erfdeel van Bollendorf schenkt aan de stad Echternach en dat hij in deze tijd reeds de hertog-titel voerde. In 720/721 schonk hij een wijngaard met opstallen in "Monte Clotariense" (mogelijk Klüsserath) aan Willibrord.
Arnulf werd met zijn broers Godfried en Pepijn gevangengezet door Karel Martel en stierf in gevangenschap. Of hij werd omgebracht of een natuurlijke dood stierf is niet duidelijk, en waar hij is begraven is onbekend. Arnulf was niet gehuwd en had geen nakomelingen.